# Stirpes Surinamensis Selectae
Stirpes Surinamensis Selectae (abreviado Stirp. Surinam. Select.) es un libro con ilustraciones y descripciones botánicas que fue escrito por el botánico, micólogo, pteridólogo, briólogo, y algólogo holandés Friedrich Anton Wilhelm Miquel y publicado en Leiden en el año 1851.